# Februar 1943
Portal Geschichte | Portal Biografien | Aktuelle Ereignisse | Jahreskalender | Tagesartikel

◄ |
19. Jahrhundert |
20. Jahrhundert
| 21. Jahrhundert

◄ |
1910er |
1920er |
1930er |
1940er
| 1950er | 1960er | 1970er | ►

◄ |
1939 |
1940 |
1941 |
1942 |
1943
| 1944 | 1945 | 1946 | 1947 | ►

◄ |
November 1942 |
Dezember 1942 |
Januar 1943 |
Februar 1943 |
März 1943 |
April 1943 |
Mai 1943 |
►
Dieser Artikel behandelt tagesbezogene Nachrichten und Ereignisse im Februar 1943.
Im Monat fortlaufend: der Zweite Weltkrieg

## Tagesereignisse nach Datum

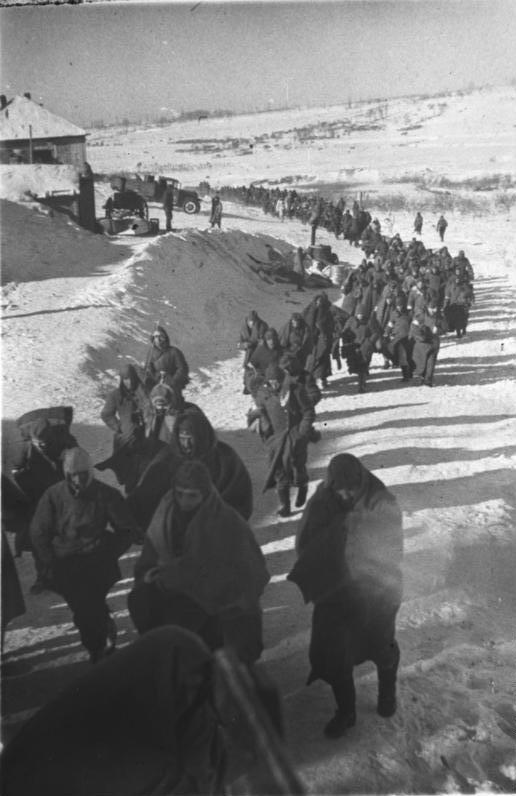
Kolonne deutscher kriegsgefangener Soldaten bei Stalingrad

### Montag, 1. Februar 1943
- Gestorben:

Frank Worsley, neuseeländischer Kapitän und Polarforscher

### Dienstag, 2. Februar 1943
- Moskau/Berlin: Ende der Schlacht von Stalingrad (Kapitulation der 6. Armee der Wehrmacht; wird allgemein als Kriegswende in diesem Teil des Weltkriegs wahrgenommen)

Geboren
Paul Friedhoff, deutscher Unternehmer und Politiker (FDP) und Mitglied des Bundestages († 2015)
Wanda Rutkiewicz, polnische Bergsteigerin († 1992)

### Donnerstag, 4. Februar 1943
- Zürich: Bertolt Brechts unter der Mitarbeit von Ruth Berlau und Margarete Steffin entstandene Theaterstück Der gute Mensch von Sezuan hat seine Uraufführung im Schauspielhaus. Regie führt dort Leonard Steckel.

Geboren
Ken Thompson, US-amerikanischer Informatiker (Unix)

### Montag, 8. Februar 1943
- Guadalcanal (brit.): nach Abzug der japan. Truppen ist die Insel Guadalcanal nordöstlich von Australien in amerikanischer Hand

### Dienstag, 9. Februar 1943
- Der Lagerkommandant SS-Brigadeführer Richard Glücks ordnet für das KZ Auschwitz die totale Quarantäne an. Die Arbeiten auf den Baustellen, insbesondere an den Gaskammern, werden vorübergehend eingestellt.

Geboren
Joseph E. Stiglitz, US-amerikanischer Ökonom

### Mittwoch, 10. Februar 1943
- Paris: Der Judenreferent Heinz Röthke vermerkt in einer Gesprächsnotiz die französische Haltung gegenüber der Deportation von Juden französischer Staatsangehörigkeit[1]

### Montag, 15. Februar 1943
- KZ Auschwitz: Gastspiel von Mitgliedern des Sächsischen Staatstheaters Dresden im kleinen Saal des Kameradschaftsheimes der Waffen-SS unter dem Motto „Goethe – ernst und heiter“. (u. a. die Altistin Inger Karén, die 1938 bei den Bayreuther Festspielen die Rolle der Erda im Ring des Nibelungen gesungen hat – ihre Kollegin Ottilie Metzger-Lattermann, ebenfalls als Erda in Bayreuth, ist vier Monate zuvor in Auschwitz ermordet worden.)
- Berlin: Deutsche Schüler der Jahrgänge 1926 und 1927 erhielten erstmals zu diesem Datum einen Heranziehungsbescheid als Flakhelfer im Kriegsdienst

### Dienstag, 16. Februar 1943
- Charkow (Stadt in der Ukraine): sie wird von Truppen der Wehrmacht und Waffen-SS gegen den Befehl Hitlers aufgegeben, um einer drohenden Einkesselung zu entgehen
- Himmlers Befehl, den verbliebenen Teil des Warschauer Gettos vollständig niederzureißen[2]

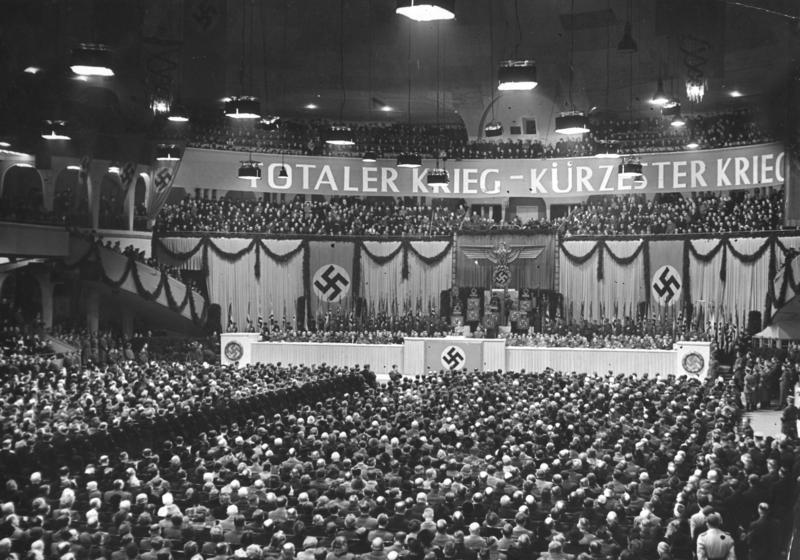
Goebbels Rede im Sportpalast

### Donnerstag, 18. Februar 1943
- Berlin: NS-Propagandaminister Goebbels fordert in einer Rede im Berliner Sportpalast von der Bevölkerung die Bereitschaft zum „totalen Krieg“ (siehe: Sportpalastrede)

### Samstag, 20. Februar 1943
- Ein Zug der Reichsbahn mit 997 deportierten „Juden und unerwünschten Elementen“ trifft im KZ Auschwitz-Birkenau ein. Der „Transport“ hat am 19. Februar 1943 Berlin (Bahnhof Moabit) verlassen.

- Konzentrationslager Auschwitz-Birkenau: Fernschreiben des Leiters der Abteilung „Arbeitseinsatz“, SS-Obersturmführer Heinrich Schwarz, an das Amt D II im SS-WVHA in Oranienburg über die „Einlieferung“ dreier Zug-Transporte mit insgesamt 5 022 Deportierten aus dem KZ Theresienstadt aus dem hervorgeht, daß davon 4 092 Menschen „gesondert untergebracht“ wurden, was die Tarnbezeichnung für die Ermordung in den Gaskammern war. 930 Personen wurden „zum Arbeitseinsatz ausgesucht“ (Selektion zur Zwangsarbeit im KZ).

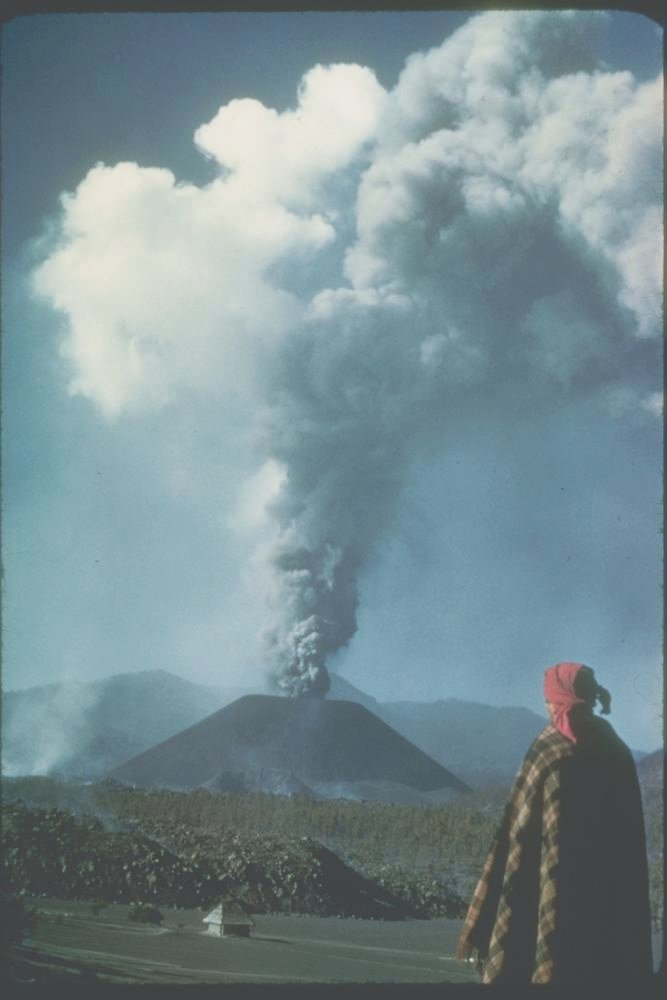
Aschekegel des Paricutín 1943

- Frankfurt am Main: Die Oper Die Kluge von Carl Orff, nach einem Märchen der Brüder Grimm wird  uraufgeführt

- In Mexiko: der Vulkan Paricutín entsteht. Nach einem Tag ist er 10 Meter, nach drei Tagen bereits 50 Meter, inzwischen 3.170 Meter hoch.

### Sonntag, 21. Februar 1943
- Charkow (Ukraine): eine deutsche Gegenoffensive beginnt (dritte Schlacht um Charkow); bis zum 5. März wird das Gebiet bis zum mittleren Donez zurückerobert; führt zu erheblichen Geländegewinnen und wieder zu einer geschlossenen Front. Bis zum 14. März wird Charkow u. a. durch Truppen der Waffen-SS zurückerobert. Damit ist der im Frühjahr 1943 potentiell bevorstehende Zusammenbruch der Ostfront verhindert.

Geboren
Paul Kirchhof, späterer Richter des Bundesverfassungsgerichts

### Montag, 22. Februar 1943
- Weiße Rose, Ermordung von drei Mitgliedern der Widerstandsgruppe im Münchner Zuchthaus Stadelheim

### Dienstag, 23. Februar 1943
- Berlin: Rüstungsminister Speer will ungarische Juden als Zwangsarbeiter in Serbien einsetzen[3]

### Samstag, 27. Februar 1943
- Berlin: Beginn des öffentlichen und tagelangen Rosenstraße-Protests von Frauen gegen die Deportation von Juden (ihrer Männer) aus Berlin (Der Teilerfolg: am 5. März wurden dennoch 25 der Inhaftierten zur Zwangsarbeit in das KZ Auschwitz III Monowitz im Buna-Werk deportiert. Diese wurden jedoch nach wenigen Wochen zurückgeholt und entlassen. Vorgeblich hatten Gestapobeamte die Vorgaben des Reichssicherheitshauptamtes (RSHA) nicht eingehalten, nach denen bestimmte Gruppen jüdischer Personen von der Deportation ausgenommen bleiben sollten. Schon seit dem 2. März wurden inhaftierte Juden aus „Mischehen“ sowie „Geltungsjuden“ und einige „Ausnahmefälle“ nach einander freigelassen. Wahrscheinlich kamen fast alle dieser 2000 in dem Sammellager Rosenstraße gefangen genommenen Personen wieder frei. Von den 6000 Berliner Juden, die in den anderen Sammellagern inhaftiert waren, wurden die meisten  jedoch in das KZ Auschwitz-Birkenau verschleppt und dort größtenteils sofort ermordet.)

### Sonntag, 28. Februar 1943
- Ein Zug der Reichsbahn mit 1095 deportierten „Juden und unerwünschten Elementen“ trifft im KZ Auschwitz-Birkenau ein. Der „Transport“ hat am 26. Februar 1943 den Bahnhof Berlin-Moabit verlassen.